# Srče
Srče (nemško Sertschach) je naselje v Občini Škocjan v Podjuni v Okraju Velikovec na Koroškem v Avstriji.